# Johann von Swolgen
Johann von Swolgen (auch Johannes Swoelgen; * 1521 in Swolgen (Limburg); † 30. Mai 1592 in Köln) war ein bedeutender Kleriker des 16. Jahrhunderts.

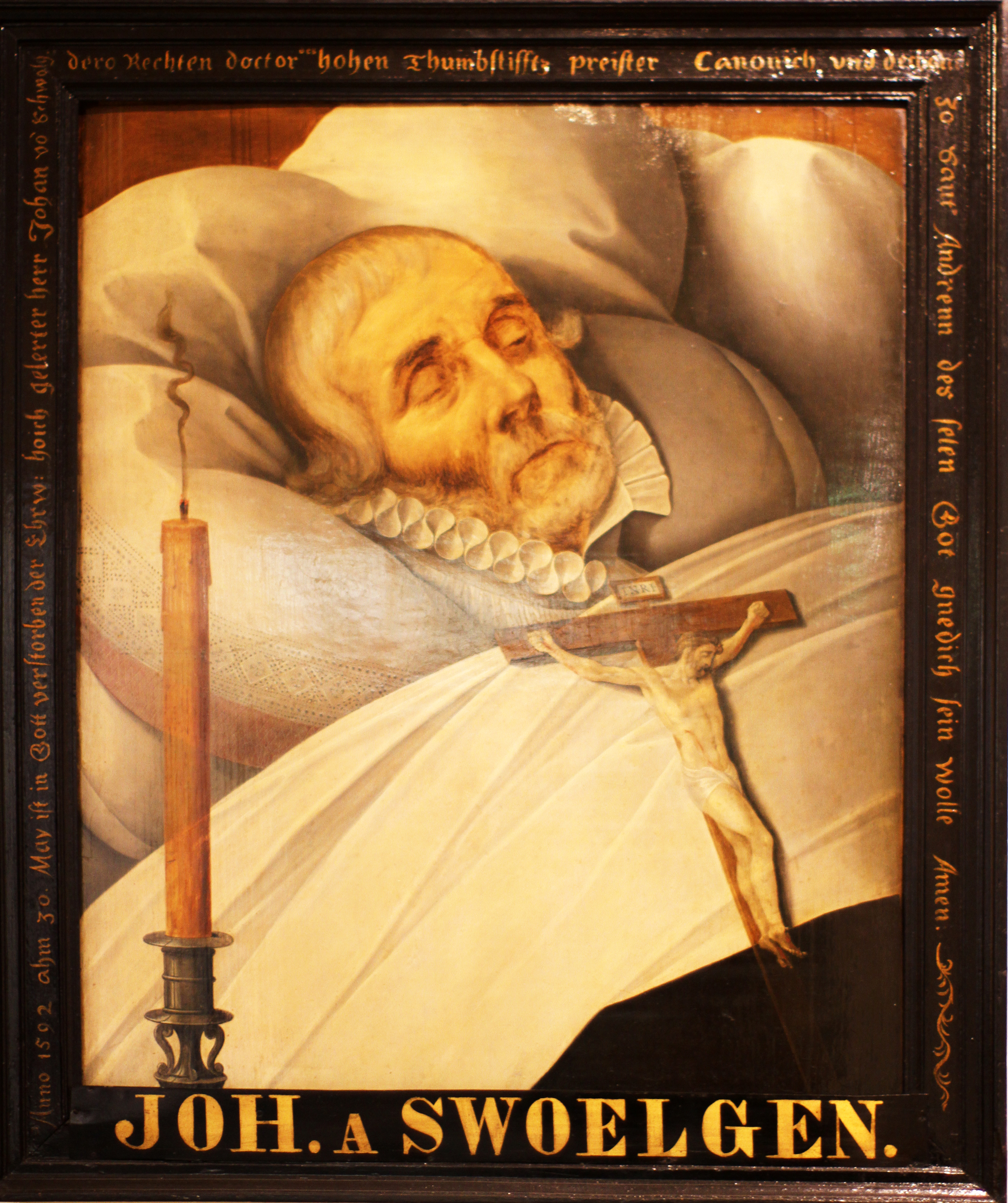
J. von Swolgen auf dem Totenbett

## Leben
Nähere Angaben zu Johann von Swolgens Abstammung, seiner Jugend- und Ausbildungszeit sind nur spärlich vorhanden. Eines der ihn darstellenden Gemälde aus den Beständen des Kölner Gymnasial- und Stiftungsfonds, Öl auf Holz „Kölnisch“ um 1590, stellt ihn als einen jüngeren Menschen dar und überliefert wichtige Details seines Lebens als Inschrift. Neben seinem Konterfei zeigt es rechts das Wappen der Familie, welches auf silbernem Feld zwei goldfarbene Pflanzenstängel mit roter Blüte darstellt. Der Helm wird als Spangenhelm mit einem geöffneten Flug dargestellt. Die Inschrift der linken Seite bezeichnet ihn als „DOCTOR ECLESIARUM“ und verweist auf mehrere seiner Kanonikate, so die an den Kirchen St. Maria im Kapitol, St. Maria ad Gradus, St. Andreas und an St. Gereon erhaltenen, die ihm in ihrer Gesamtheit zu einem stattlichen Einkommen verhalfen. Angeführt wurden überdies seine Lehrtätigkeiten und letztendlich seine Stiftungen zur Ausbildungsförderung zukünftiger Kleriker, die seinen Namen erhielten.
Ob Swolgen erst als 20-Jähriger in Köln ansässig wurde, ist nicht bekannt, fest steht jedoch, dass er sich 1541 an der alten Kölner Universität immatrikulierte, an der er 1572 auch promoviert wurde. Vorerst lehrte er in Köln von 1543 bis 1548 an der Montanerburse und erhielt dann ein Kanonikat an der Stiftskirche St. Andreas, an der er 1560 zum Dechanten ernannt wurde. Im gleichen Jahr wurde Swolgen der Titel eines Domherren verliehen, der in der Regel an Angehörige des Adels ging und mit einer entsprechenden Präbende verbunden war. Swolgen war ab dem Jahr 1568 Generalvikar unter drei Erzbischöfen des Bistums. Zudem lehrte er 20 Jahre, zwischen 1572 und seinem Todesjahr 1592, als Professor an der juristischen Fakultät und übernahm von 1577 bis 1579 die Leitung der Universität als ihr Rektor.

## Stiftungen
1578 ließ Swolgen einer von Johannes Rethius (Leiter der Bursa trium coronarum) schon 1558 zur Förderung der theologischen Wissenschaft gegründeten Einrichtung, dem „Collegium theologicum“ an der Marzellenstraße, eine Stiftung zukommen. Zusätzlich gründete er eine weitere theologische Lehranstalt, das „Collegium Swolgianum.“
Die durch den Stifter alimentierte Einrichtung war für vierundzwanzig Stipendiaten ausgelegt, wobei von diesen Plätzen sechs an Seminaristen der Theologie, sechs an kanonistische und zwölf an Alumni der Philosophie vergeben wurden. Bei allen galt ein auf drei Jahre befristetes Stipendiat, das in der Regel der vorgeschriebenen Studienzeit der Fakultäten entsprach.
Die Modalitäten dieser Stiftung wurden 1581 von Swolgen abgeändert, indem er sie zugunsten des Kölner Jesuitenordens dotierte, der die Baulichkeiten zum Preis von 4000 Talern erwarb und sie 1586 in das dortige Gymnasium Tricoronatum integrierte. Die in der Stiftung enthaltenen Stipendien und ihre Vergabepraxis an Studenten der Theologie unterstanden weiterhin den Regenten des Montanergymnasiums.